# ツール・ド・フランス1956
ツール・ド・フランス1956は、ツール・ド・フランスとしては43回目の大会。1956年7月5日から7月28日まで、全22ステージで行われた。

## 総合成績
| 順位 | 選手名                   | 国籍       | 時間            |
| ---- | ------------------------ | ---------- | --------------- |
| 1    | ロジェ・ワルコヴィアック | フランス   | 124時間01分16秒 |
| 2    | ジルベール・ボヴァン     | フランス   | +1分25秒        |
| 3    | ジャン・アドリアンセン   | ベルギー   | +3分44秒        |
| 4    | フェデリコ・バーモンテス | スペイン   | +10分14秒       |
| 5    | ニーノ・デフィリッピス   | イタリア   | +10分25秒       |
| 6    | ウート・ワクトマンス     | オランダ   | +10分59秒       |
| 7    | ネロ・ロルディ           | フランス   | +14分01秒       |
| 8    | スタン・オッカー         | ベルギー   | +16分52秒       |
| 9    | レネ・プリヴァ           | フランス   | +22分59秒       |
| 10   | アントニオ・バルボサ     | ポルトガル | +36分31秒       |

### マイヨ・ジョーヌ保持者
| 選手名                     | 国籍     | 首位区間                  |
| -------------------------- | -------- | ------------------------- |
| アンドレ・ダリガード       | フランス | 第1-第2、第4(b)-第6、第11 |
| ジルベール・デメ           | ベルギー | 第3-第4(a)                |
| ロジェ・ワルコヴィアック   | フランス | 第7-第9、第18-最終        |
| ヘリット・フォールティング | オランダ | 第7                       |
| ジャン・アドリアンセン     | ベルギー | 第12-第14                 |
| ウート・ワクトマンス       | オランダ | 第15-第17                 |

### 各部門賞結果
| 第43回 ツール・ド・フランス 1956 |                                          |
| 全行程                           | 22区間、4498km                           |
| 総合優勝                         | ロジェ・ワルコヴィアック 124時間01分16秒 |
| 2位                              | ジルベール・ボヴァン +1分25秒            |
| 3位                              | ジャン・アドリアンセン +3分44秒          |
| 4位                              | フェデリコ・バーモンテス +10分14秒       |
| 5位                              | ニーノ・デフィリッピス +10分25秒         |
| ポイント賞                       | スタン・オッカー 280ポイント             |
| 2位                              | フェルナン・ピコ 464ポイント             |
| 3位                              | ヘリット・フォールティンフ 465ポイント   |
| 山岳賞                           | シャルリー・ゴール 71ポイント            |
| 2位                              | フェデリコ・バーモンテス 67ポイント      |
| 3位                              | ヴァランタン・ユーオ 65ポイント          |